# Олсон, Мансур
Мансур Ллойд О́лсон (младший) (англ. Mancur Lloyd Olson Jr.; 22 января 1932, Гранд-Форкс — 19 февраля 1998, Колледж-Парк, Мэриленд) — американский экономист, профессор экономики Мэрилендского университета, президент Общества общественного выбора в 1972—1974 годах.

## Биография
Родился 22 января 1932 году в местечке Гранд-Форкс в Северной Дакоте (США).
В 1954 году закончил Сельскохозяйственный колледж Северный Дакоты при Государственном университете Северной Дакоты, получив степень бакалавра наук, а в 1960 году как стипендиат Родса закончил университетский колледж при Оксфордском университете в степени магистра искусств. В 1963 году стал доктором философии Гарвардского университета.
Преподавательскую деятельность начал в 1960—1961 годах в должности лектора в Принстонском университете.
В 1961—1963 годах служил в звании первого лейтенанта в ВВС США, был ассистентом профессора в Академии ВВС США.
С 1963 года по 1967 год работал ассистентом профессора в Принстонском университете. В 1967—1969 годах был заместителем помощника министра здравоохранения, образования и социального обеспечения в Вашингтоне. В 1969—1970 годах преподавал в должности ассоциированного профессора, в 1970—1978 годах в должности полного профессора экономики, а в 1978—1998 годах в должности почётного профессора экономики в Мэрилендском университете.
М. Олсон умер 19 февраля 1998 года в Колледж-Парке (штат Мэриленд) от внезапного сердечного приступа.
В период 1972—1974 годах был президентом Общества общественного выбора.
Семья
В 1959 году М. Олсон женился на Алисон Гилберт, которая подарила ему двух сыновей, Северина и Сандера, и дочь Эллику.

## Память
Американская ассоциация политических наук учредила с 1993 года премию Олсона за лучшую диссертацию по политической экономии.

## Вклад в науку
Олсон в своих работах по теории коллективных действий и групп интересов отмечал:
- группы создают общественные блага для членов группы и порождают эффект безбилетника;
- малые группы эффективней больших;
- преодолевая эффект безбилетника, малые группы перераспределяют национальный продукт в свою пользу, несмотря на мажоритарные принципы демократического процесса;
- большим группам работать в общих интересах мешают три фактора:
  1. малая доля индивида в общей выгоде;
  2. малая доля общественного блага подгруппы (индивида) не позволяет взять на себя все издержки по получению общественного блага;
  3. высокие первоначальные (минимальные) издержки по созданию организации.

Олсон предложил классификацию групп участников (интересов):
1. привилегированная — каждый (или хотя бы один) имеет мотив к добыванию общественного блага, даже если необходимо взять на себя все издержки;
2. промежуточная — ни один из участников не получает значительные доли общей выгоды;
3. латентная — большая группа, в которой действия (бездействия) не отражаются на других участниках в существенной степени;
4. забытая — неорганизованные участники, которые не соединены, и не принимающая никаких действий группа.

Олсон выдвинул собственную теорию создания государства:
- только селективный (персональный) мотив (поощрение или принуждение) побуждает индивида, принадлежащего к латентной группе, действовать в её интересах;
- в латентной группе селективным мотивом выступает некий побочный продукт, который позволяет получить дополнительный эффект для подгруппы (индивида);
- «институциональный склероз» — период политического спокойствия способствует вырабатыванию процессов, препятствующих созданию эффекта безбилетника;
- государство создаётся бандитами, имеющими преимущества перед другими в организации насилия: в условиях анархии существует конкуренция между кочующими бандитами, которые максимизируют изымаемые доходы у населения и монополизируют изъятия на контролируемой территории, а впоследствии возникают оседлые бандиты, которые, оптимизируя изымаемые у населения доходы, начинают создавать общественные блага, сберегать и инвестировать, что создаёт условия для создания государственного порядка, трансформируя бандитов в правителя-автократа;
- слаборазвитые страны могут увеличить своё благосостояние, создав институты, которые позволят получать выигрыши от общественного сотрудничества через торговлю и специализацию, защищая права собственности и гарантии соблюдения контрактов.

## Сочинения

### Книги

#### На русском языке
- Логика коллективных действий: общественные товары и теория групп Архивная копия от 4 марта 2016 на Wayback Machine. — М.: ФЭИ, 1995. — 174 с. — ISBN 5-201-03380-6. (англ. Logic of Collective Action: Public Goods and the Theory of Groups, 1965)
- Манcур Олсон. Власть и процветание. Перерастая коммунистические и капиталистические диктатуры = Power and Prosperity: Outgrowing Communist and Capitalist Dictatorships. — М.: Новое издательство, 2012. — 212 p. — ISBN 978-5-98379-168-8. Архивировано 12 июля 2017 года.
- Возвышение и упадок народов: Экономический рост, стагфляция и социальный склероз Архивная копия от 1 апреля 2018 на Wayback Machine. — М.: Новое издательство, 2013. — 324 с. — ISBN 978-5-98379-170-1. (англ. The Rise and Decline of Nations, 1982)

#### На английском языке
- The Economics of Wartime Shortage: A History of British Food Shortages in the Napoleonic War and World Wars I and II. — Duke University Press, 1963.

### Статьи

#### На русском языке
- Бюрократия Архивная копия от 4 февраля 2016 на Wayback Machine // Экономическая теория / ред. Дж. Итуэлла. — М.: ИНФРА-М, 2004. — С. 33—42. — ISBN 5-16-001750-X.
- Диктатура, демократия и развитие Архивная копия от 5 марта 2016 на Wayback Machine // Теория и практика демократии, 2006. — С. 375—382. (англ. Dictatorship, Democracy, and Development, 1993)

#### На английском языке
- The Economics of Target Selection for the Combined Bomber Offensive // Journal of the Royal United Service Institution. — November 1962.
- Evaluating Performance in the Public Sector // The Measurement of Economic and Social Performance / Studies in Income and Wealth, vol. 38, National Bureau of Economic Research. — New York: Columbia University Press, 1973.
- The Priority of Public Problems // The Corporate Society. — London: Macmillan, 1974.
- Environmental indivisibilities and information costs: fanatism, agnosticism, and intellectual progress // American Economic Review, Papers and Proceedings. 1982. — Vol. 72. — May, pp. 262—266.
- Towards a Mature Social Science // International Studies Quarterly. — Vol. 27 (1). — March 1983. — pp. 29—37.
- Space, Agriculture, and Organization // American Journal of Agricultural Economics. — December 1985. — Vol. 67. — pp. 928—937.
- Toward a More General Theory of Government Structure // American Economic Review, Papers and Proceedings. — May 1986. — Vol. 76. — pp. 120—125.
- The Economics of Autocracy and Majority Rule: The Invisible Hand and the Use of Force // Journal of Economic Literature. — Vol. 34 (1). — March 1996. — pp. 72—96.